# Násedlovice
Násedlovice är en ort i Tjeckien.   Den ligger i regionen Södra Mähren, i den sydöstra delen av landet, 220 km sydost om huvudstaden Prag. Násedlovice ligger 230 meter över havet och antalet invånare är 815.
Terrängen runt Násedlovice är huvudsakligen platt, men norrut är den kuperad. Terrängen runt Násedlovice sluttar söderut. Runt Násedlovice är det ganska tätbefolkat, med 192 invånare per kvadratkilometer. Närmaste större samhälle är Kyjov, 11,8 km öster om Násedlovice. Trakten runt Násedlovice består till största delen av jordbruksmark.